# Битва при Войниче
Битва при Войниче — сражение Северной войны между войсками Речи Посполитой с одной стороны и шведскими войсками с другой, состоявшееся 3 октября 1655 года.
В начале осады Кракова польские королевские войска гетмана Лянцкоронского решили покинуть город, так как ситуация для защитников была безнадежной. Вместе с королём Яном Казимиром поляки ушли на восток, к Тарнуву. В какой-то момент король со двором отправился на юг, к Новы-Висничу и Новы-Сончу, в то время как армия Лянцкоронского объединилась в войсками гетмана Потоцкого.
Шведский король Карл X Густав, командовавший осадой Кракова, решил преследовать поляков, оставив Арвида Виттенберга с 8000 солдат для продолжения блокады города. Карл Густав вел за собой около 5000 солдат, в основном пехотинцев, в то время как польские войска были более многочисленны, к ним присоединились гусары Станислава Конецпольского. Поляки расположились среди холмов в окрестностях города Войнич, недалеко от реки Дунаец.
Из-за плохой видимости шведы послали два конных полка для разведки. Полки столкнулись с польской кавалерией, которая была направлена для той же цели. Стычка превратилась в полномасштабный бой, который перекинулся на территорию польского лагеря. Карл Густав быстро выслал подкрепление, атаковавшее крылья польской кавалерии. Под давлением дисциплинированных шведских мушкетёров и их огневой мощи гусары — элита польской армии — были вынуждены отступить за Дунаец. Станислав Лянцкоронский чудом избежал смерти.
Поражение под Войничем стало новым ударом для речи Посполитой. В соседнем Тарнуве тысячи бежавших с поля боя польских солдат перешли на сторону Карла Густава. Среди них были Дмитрий Вишневецкий, Александр Конецпольский и Ян Собеский, будущий король, которые надеялись, что шведы помогут Польше в нескончаемых войнах на востоке.